# Tino Mohaupt

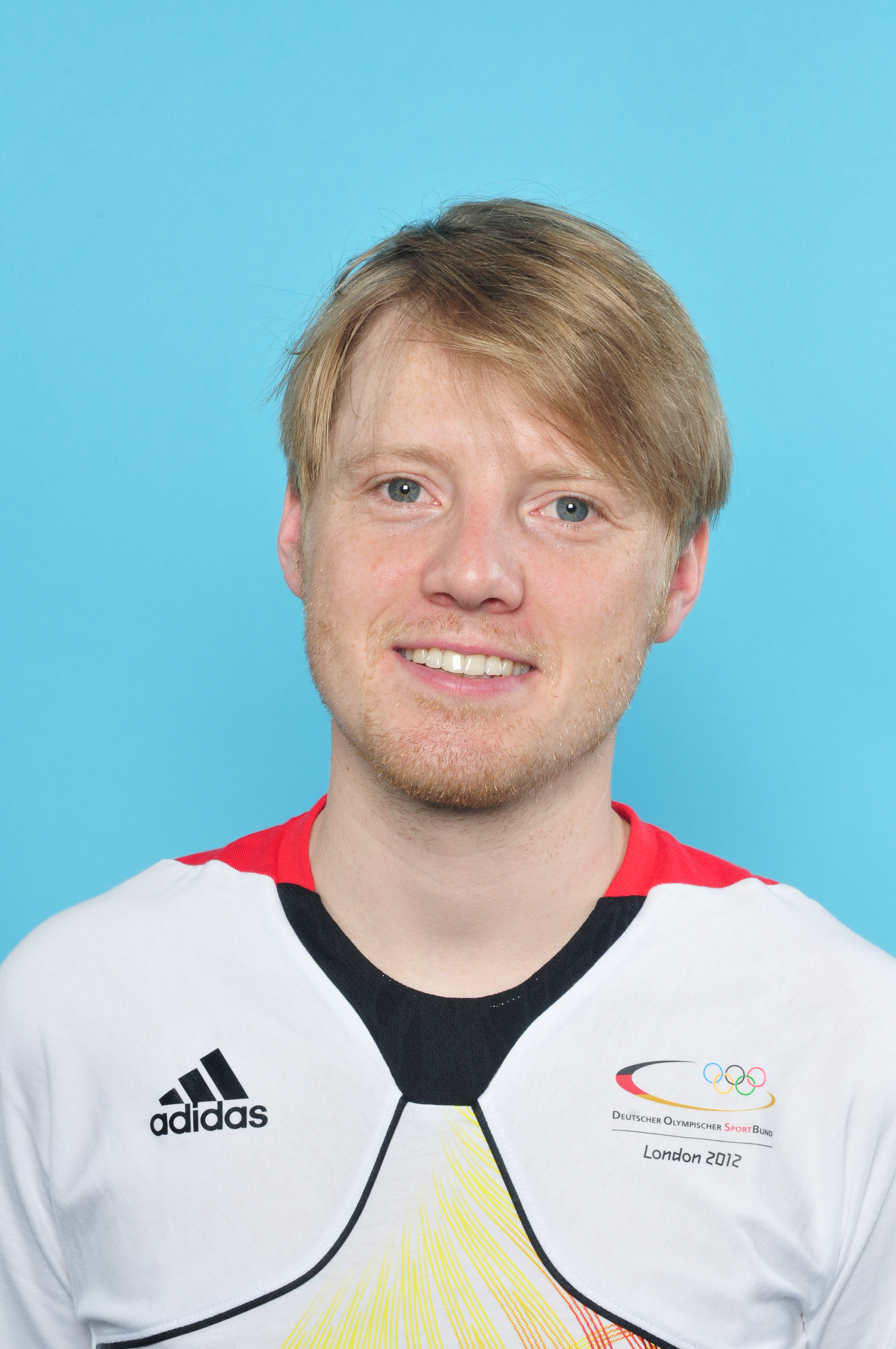
Tino Mohaupt 2012

Tino Mohaupt (* 29. August 1983 in Suhl) ist ein deutscher Sportschütze.
Mohaupt betrieb als Kind zunächst Biathlon, wechselte dann aber mit 14 Jahren zum Sportschießen. Zunächst trainierte er bei der Schützengilde Heinrichs, wechselte aber schon kurze Zeit später zum Förderverein SSZ Suhl-Friedberg, für den er noch heute startet. Im Wettbewerb mit dem Luftgewehr auf 10 Meter wurde der Benshäuser 2000 in München Junioren-Europameister mit 592/102,7 Ringen. Mohaupt studiert an der Berufsakademie Stuttgart Sportmanagement. Er besitzt einen Abschluss als Bachelor/Dipl.-Ing. (BA) Sportökonom. Mohaupt startete zu den Olympischen Sommerspielen 2008 in Peking in der Disziplin Luftgewehr. Auch 2012 nahm er an den Olympischen Sommerspielen in der Disziplin Luftgewehr in London teil.

## Bundesliga-Einsätze
- - Saison 2012/2013 HSG München
  - Saison 2010/2011 SSVg Brigachtal
  - Saison 2009/2010 SSVg Brigachtal
  - Saison 2008/2009 SSVg Brigachtal
  - Saison 2007/2008 SSVg Brigachtal
  - Saison 2006/2007 SV Wetzdorf Rockau
  - Saison 2005/2006 SV Wetzdorf Rockau
  - Saison 2004/2005 BSV Buer-Bülse

## Erfolge
- Olympische Spiele:
  - 2012: 25. Platz  London, 592 Ringe
  - 2008: 15. Platz  Peking, 593 Ringe
- Weltcup-Finale:
  - 2007: Bronze in Bangkok, 596/101,8 Ringe
- Weltcup:
  - 2011: 12. Platz (Einzel) in München, 596 Ringe
  - 2008: 11. Platz (Einzel) in Rio De Janeiro, 593 Ringe
  - 2007: Gold in München, 596/105,1 Ringe
- Europameisterschaften:
  - 2001: Gold Junioren (Team) in Pontevedra
  - 2001: Silber Junioren (Einzel) in Pontevedra, 590 Ringe
  - 2000: Gold Junioren (Einzel) in München, 592/102,7 Ringe
  - 2000: Gold Junioren (Team) in München
- weitere Erfolge:
  - 2012: Gold (Einzel) Deutsche Meisterschaft in München
  - 2010: Gold (Einzel) Deutsche Meisterschaft in München, 596 Ringe
  - 2008: Gold (Einzel) Intershoot in Den Haag, 596 Ringe
  - 2008: Silber (Einzel) Internationaler Wettkampf in Alicante, 593 Ringe
  - 2008: Silber (Einzel) Grand Prix in Belgrad, 598 Ringe
  - 2007: Gold (Einzel) Universiade in Bangkok, 598/102,7 Ringe
  - 2007: Gold (Team) Universiade in Bangkok
  - 2006: Gold (Einzel) Internationaler Wettkampf in Zenica, 596 Ringe
  - 2006: Gold (Team) Internationaler Wettkampf in Zenica, 596 Ringe
  - 2005: Gold (Einzel) Grand Prix in Pilsen, 599 Ringe
  - 2005: Bronze (Einzel) Deutsche Meisterschaft in München, 597 Ringe
  - 2004: Gold (Team) Deutsche Meisterschaft in München
  - 2002: Gold (Team) Deutsche Meisterschaft in München
  - 2001: Gold (Team) Deutsche Meisterschaft in München
  - 2000: Gold (Einzel) Deutsche Meisterschaft in München
  - 2000: Gold (Team) Deutsche Meisterschaft in München